# Sandro Satta
Sandro Satta (* 7. August 1955 in Rovereto) ist ein italienischer Jazzmusiker (Altsaxophon,  Komposition).

## Leben und Wirken
Satta erhielt zunächst klassischen Gitarrenunterricht. Er lernte dann Trompete, bevor er zum Saxophon wechselte. Mitte der 1970er Jahre war er zunächst neben Nicola Stilo und Fabrizio Cecca Mitglied der Folk Magic Band; weiterhin gehörte er zu den Bands von Tommaso Vittorini, Gaetano Liguori und Danilo Terenzi. Dann hat er, zunächst um  Marcello Melis, mit zahlreichen italienischen und internationalen Jazzmusikern wie Paolo Fresu, Eugenio Colombo, Bruno Tommaso, Lester Bowie, Don Cherry, Don Moye, Don Pullen, Gary Bartz, Albert Mangelsdorff, George Garzone, Billy Cobham, Han Bennink, Harvie Swartz, Elton Dean, Steve Grossman oder Gary Smulyan gearbeitet. Er leitete ein eigenes Trio. Im Duo mit Antonello Salis veröffentlichte er zwei Live-Alben und trat er 2002 beim North Sea Jazz Festival auf. Er gehörte zum Pino Minafra Sud Ensemble, zum Giancarlo Schiaffini Quintet und zu Riccardo Fassis Tankio Band. Er hat an den wichtigsten italienischen Jazzfestivals teilgenommen. Er tourte in Europa, aber auch in Nordamerika, Australien und Indien. Darüber hinaus arbeitet er mit verschiedenen Theatergruppen zusammen.

## Diskographische Hinweise
- Paolino Dalla Porta, Antonello Salis, Sandro Satta, Manhu Roche: Canguri Urbani (Splas(h) 1988)
- EOS: Mosaico (yvp music 1996, mit Fabrizio La Fauci, Franco Marino, Pasqualino Fulco, Umberto Napolitano)
- Mèta Quartet: Sintesi (Via Veneto 1966, mit Antonello Salis, Fabrizio Sferra, Riccardo Lay)
- Paolo Damiani, Carlo Mariani, Michele Rabbia, Sandro Satta, Carlo Rizzo: Mediana (Egea Records 1999)
- Sandro Satta, Roberto Bellatalla, Fabrizio Spera: Re-Union (Rudi 2011)